# Páni z Gutštejna
Páni z Gutštejna (též Gutštejnové, von Guttenstein) byl starý český panský rod pocházející z rozrodu Hroznatovců, nazývají se podle hradu Gutštejn u Konstantinových Lázní v Plzeňském kraji.

## Historie

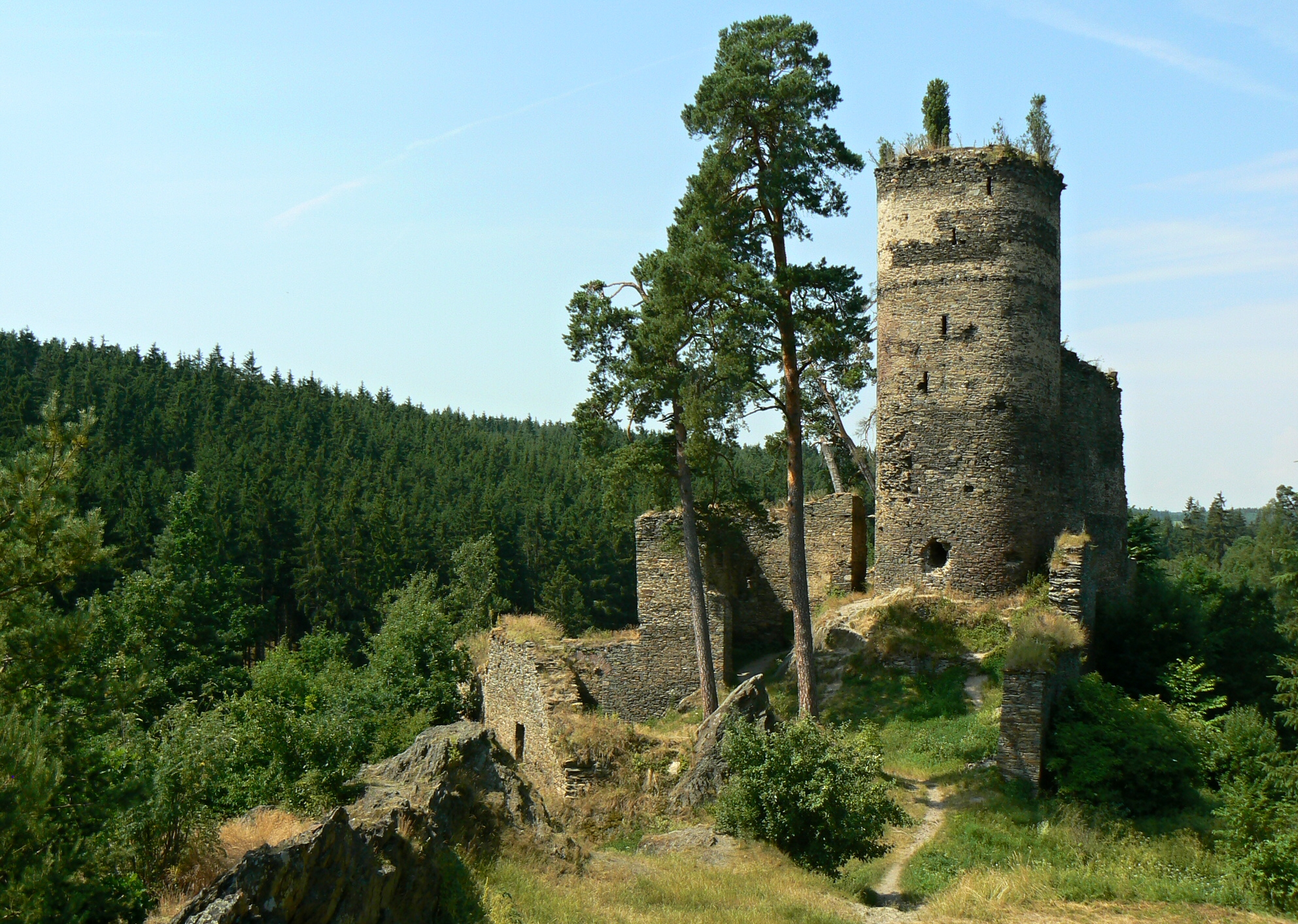
Hrad Gutštejn

Jako prapředek se uvádí jistý Sezema, který padl v bitvě u Loděnice roku 1179. Prvním ověřeným předkem rodu je však Dětřich z Gutštejna, který spolu se synem Sezimovu si roku 1316 pronajal od kláštera v Teplé vesnice Buk, Číhaná (Teplá) a Luky. Později přidali i Trpísty, Šipín a ještě dále Rabštejn, Bělou, Tachov. Roku 1462 získali v Bavorsku titul hrabat.
- Bratři Jan († 1452 na Rabštejně) a Burian starší († 1462) z Gutštejna vystupovali od roku 1419 jako katolíci na straně císaře Zikmunda Lucemburského, drželi panství některých západočeských klášterů, například Chotěšov nebo Žebnici. Oba aktvině bojovali proti husitům, Burian I. roku 1438 zajal Petra Payne. Roku 1440 byl jmenován žateckým hejtmanem. Pohřben byl v tepelském klášteře.
- Burianův syn Burian II. z Gutštejna na Nečtinách zastával od roku 1475 úřad nejvyššího komorníka Království českého a hejtmana Žateckého a Rakovnického kraje, zahynul roku 1489. Nashromáždil veliký majetek a k rodovému jmění připojil Točník, Švamberk, Žebrák, Příbram i několik statků v Bavorsku. Nechával si říkat „Burian Bohatý.“ Dva z jeho pěti synů rod rozdělili do dvou větví a všichni prosluli i za hranicemi jako výtržníci. Například Kryštof páchal násilí na sousedních Šlicích, roku 1509 na něj povolali zemskou hotovost a musel vydat hrady Točník, Žebrák, Rabjštejn, Sychrov a Příbram.
- Burianův vnuk Albrecht v období 1534–1542 pracoval jako nejvyšší mincmistr Království českého, stal se poručníkem Rožmberků, získal Kolín, Mělník, Poděbrady, Žirovnici a částečně zasloužil se splavnění Vltavy. Sepsal teologický spis. Albrechtův syn Kryštof zdědil povahu po svých dědech, vynikal svou neurvalostí, nakonec jej zbili vlastní poddaní.

Menší části rodu byl majetek zkonfiskován za podporu vzbouřených stavů:
- Jindřich Lorenz přišel o všechen majetek a v letech 1622–1624 byl vězněn na hradě Zbiroh.

Většina členů rodu však podporovala císaře a sloužila mu jako hejtmanové či vojáci.
- Jindřich Petr (̟zemřel roku 1648) zakoupil některé konfiskované statky, například Myslovice a Řepín, měl dva syny Jindřicha Bedřicha a Maxmiliána Rudolfa, který vlastnil statek Kolínec a zemřel roku 1690 bez potomků.
- Jindřich Bedřich byl krajským hejtmanem v Plzni a Bohuslav Balbín mu dedikoval svou práci o rodu Gutštejnů.
- Václav Hroznata z Gutštejna (1663–1716) byl nejúspěšnější ze tří bratrů (mladší se jmenovali Josef a Antonín). Stal se císařským a dvorním válečným radou, svou kariéru zakončil na postu vojenského velitele Prahy a místodržitele v Čechách. Měl dva syny, rytíře maltézského řádu Jana Ferdinanda a Jáchyma Hroznatu.
- Jáchym Hroznata byl plukovníkem pěšího pluku a jím rod roku 1747 vyhasl.

## Erb

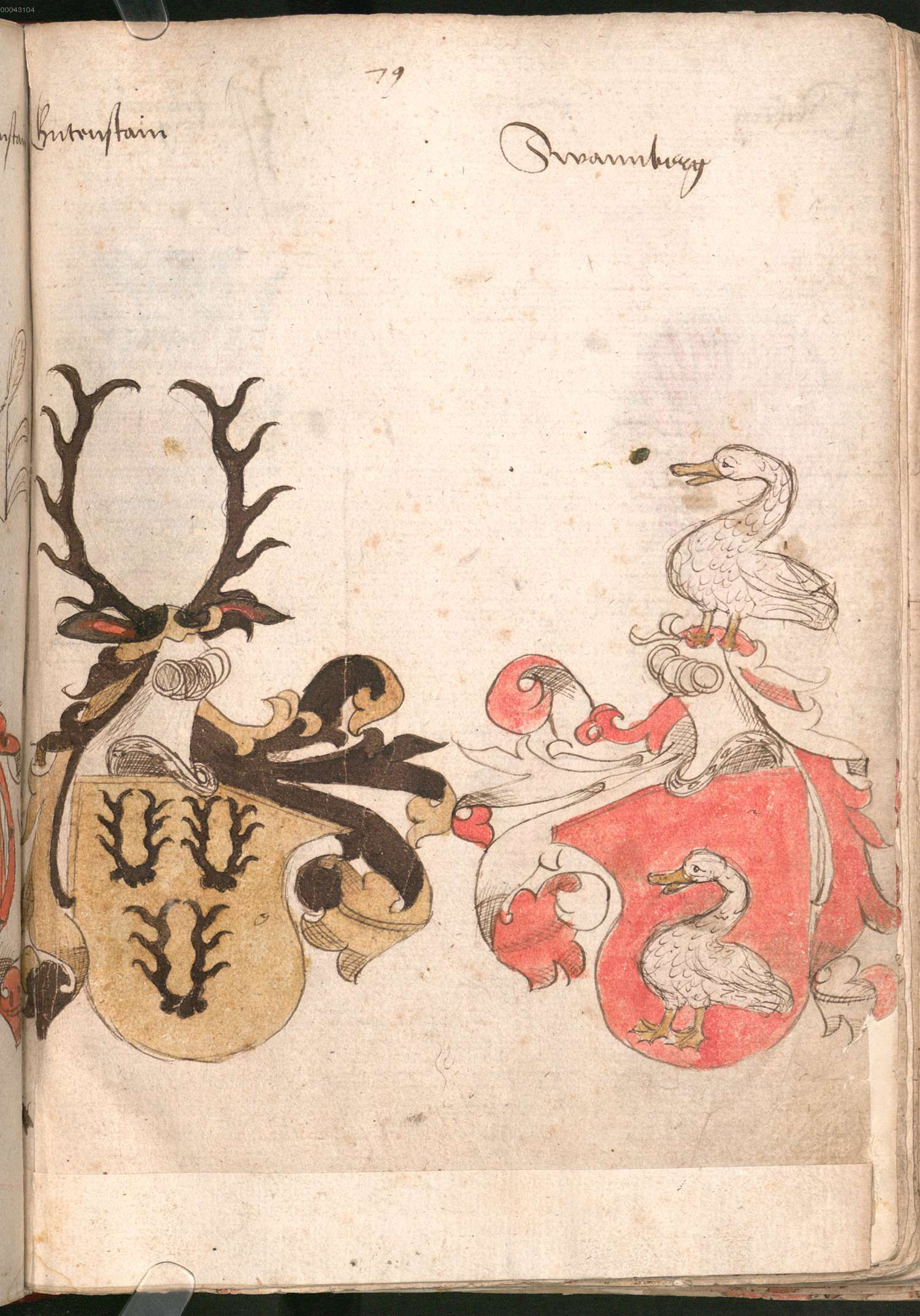
Erby pánů z Gutštejna (trojí paroží) a ze Švamberka (labuť) ve Wernigerodském erbovníku (15. století)

Ve zlatém štítě měli troje černé jelení paroží.

## Příbuzenstvo
Sňatky se spojili s Černíny, Klenovskými, Karly ze Svárova, Švamberky, Šliky, Rožmberky, Trčky z Lípy ad.